# 増田怜雄
増田 怜雄（ますだ れお、2006年〈平成18年〉12月11日 - ）は、日本の俳優。東京都出身。松竹エンタテインメント所属。

## 人物
身長163cm。体重51kg。血液型A型。
趣味・特技はドラム、スノボー、カラオケ、ローラーダンス。

## 出演作品

### テレビドラマ
- 日曜劇場（TBS）
  - とんび 第2話（2013年1月20日） - 知善
  - S -最後の警官-（2014年3月2日）
  - おやじの背中 第8話（2014年8月31日）
- お天気お姉さん　第9話（2013年6月7日）- 園児
- SMOKING GUN〜決定的証拠〜 第5話（2014年5月7日、フジテレビ）
- ビター・ブラッド〜最悪で最強の親子刑事〜第8話（2014年6月3日、フジテレビ）- タカシ
- 月曜ゴールデン / 西村京太郎サスペンス 十津川警部シリーズ 第52作（2014年5月12日、TBS） - 保育園児
- スーパー戦隊シリーズ（テレビ朝日）
  - 烈車戦隊トッキュウジャー 第18駅（2014年6月29日） - ショウゴ
  - 暴太郎戦隊ドンブラザーズ ドン7話（2022年4月17日） - 男子生徒
- 土曜ドラマ / 地獄先生ぬ〜べ〜 第2話、第8話（2014年10月18日、11月29日、日本テレビ） - 一つ目小僧
- 土曜プレミアム（フジテレビ）
  - 新ナニワ金融道（2015年1月24日） - 大貫マサユキ
  - 世にも奇妙な物語 春の特別編「美人税」（2016年5月28日）
- 東京女子流「神様からの宿題♪」（2015年3月28日、BSジャパン）
- ウロボロス（2015年1月 - 3月、TBS）- カズマ
- アイムホーム　第2話、第5話（2015年4月23日、5月14日、テレビ朝日）-ゆうた
- HEAT 第2話、第5話（2015年7月14日、8月4日、フジテレビ）
- 偽装の夫婦　第2話（2015年10月14日）
- 金曜ナイトドラマ / サムライせんせい（2015年、テレビ朝日） - 太田恒樹
- 早子先生、結婚するって本当ですか？　（2016年4月 - 6月）
- 仰げば尊し　第1話（2016年7月17日、TBS）
- HOPE〜期待ゼロの新入社員〜（2016年、フジテレビ） - 織田空
- 闇金ウシジマくん Season3 第2話、第3話（2016年7月24日、7月31日、MBS） - 山下翔
- はじめまして、愛してます。第6話(2016年8月18日）
- オトナの土ドラ / とげ 小市民 倉永晴之の逆襲 第3話、第5話、第8話（2016年10月22日、11月5日、11月26日、東海テレビ） - 小学生
- 新春ドラマスペシャル / 三匹のおっさんスペシャル（2018年1月2日、テレビ東京） - 大樹
- 日経ドラマスペシャル 琥珀の夢（2018年10月5日、テレビ東京）
- 連続テレビ小説（NHK）
  - なつぞら（2019年） - 大作
  - 虎に翼（2024年9月16日 - 9月26日） - 古林大五郎[2]
- ウルトラマンタイガ 第15話（2019年10月12日、テレビ東京） - カンタ
- 土曜ドラマ / 少年寅次郎（2019年、NHK）
- イチケイのカラス（2021年、フジテレビ）
- 生理のおじさんとその娘（2023年、NHK総合） - 遼河
- 相棒 SEASON23 最終回スペシャル（2025年3月5日、3月12日、テレビ朝日） - 唐揚げ屋台の客

### 配信ドラマ
- イタズラなKiss THE MOVIE 番外編「History of KOTOKO 〜琴子の恋物語」（2016年11月11日、ゲオチャンネル） - 松本よしや

### 映画
- 新幹線大爆破（2025年4月23日、Netflix）

### CM
- 永谷園「煮込みラーメン」
- イオン「かるすぽ」
- アメリカンホームダイレクト「釣り編」
- スパリゾートハワイアンズ「つれてって♪ 編」
- コードギアス 反逆のルルーシュ×モンスターストライク篇[3]

### 舞台・歌舞伎
- 「毛谷村」-  弥三松
- 「夏祭浪花鑑」- 市松
- 歌舞伎座柿葺落「寺子屋」- 岩松
- 「瞼の母」- 里の子